# Gabriel Engberg
Karl Gabriel Engberg, född 24 mars 1872, Tammerfors, död 27 februari 1953, Helsingfors, var en finländsk konstnär.
Engberg studerade en kortare tid vid Konstföreningens ritskola i Helsingfors och därefter på kontinenten, men var till stora delar autodidakt. Till sin läggning var han en lyrisk målarpoet, och intresserade sig med förkärlek för lappländska vyer eller disiga höstbilder. På senare år började han intressera sig för ett mer dekorativt upplägg på bilderna. Han tilldelades titeln professor 1947.